# Tag team
Tag team (ou luta em dupla) é um tipo de luta livre profissional em que as lutas são disputadas entre equipes de múltiplos lutadores. As equipes de tag team podem ser compostas por lutadores que normalmente competem individualmente, mas, mais comumente, são formadas por equipes estabelecidas que lutam regularmente como uma unidade e possuem um nome e identidade próprios. Na maioria das lutas de equipes, apenas um competidor de cada time é permitido no ringue por vez. Esse status de lutador ativo ou legal pode ser transferido por contato físico, sendo o mais comum um toque de palma a palma, que se assemelha a um high five. A luta em equipe tem sido uma constante na luta livre profissional desde meados do século XX, e a maioria das promoções sancionou uma divisão de campeonatos para equipes de tag team.